# Cassidys Arch
Cet article possède un paronyme, voir Cassidy.
Cassidys Arch est une arche naturelle du comté de Wayne, dans l'Utah, aux États-Unis. Elle est protégée au sein du parc national de Capitol Reef.